# Hancock megye (Ohio)
Hancock megye az Amerikai Egyesült Államokban, azon belül Ohio államban található. Megyeszékhelye és legnagyobb városa Findlay. Lakosainak száma 74 920 fő (2020. április 1.). Hancock megye Allen, Hardin, Wyandot, Seneca, Wood, Henry és Putnam megyékkel határos.

## Népesség
A megye népességének változása:
| Lakosok száma | 74 675 | 75 114 | 75 670 | 75 773 | 75 573 | 74 920 |
|               | 2010   | 2011   | 2012   | 2013   | 2015   | 2020   |